# 比亚内·约翰森
比亚内·约翰森（挪威語：Bjarne Johnsen，1892年4月27日—1984年9月4日），挪威男子竞技体操运动员。他曾代表挪威获得1912年夏季奥运会体操比赛男子团体自由式金牌。他于1984年在卑尔根去世。